# Messezimmer
Messezimmer ist die Bezeichnung für ein an einen Aussteller oder Besucher einer Messe vermietetes Privatzimmer. Es stellt, ähnlich wie die englischen Bed-and-Breakfast-Angebote, eine preisgünstige Alternative zu einem Hotelzimmer dar.
Die Privatanbieter von möblierten Messezimmern melden diese je nach Ort und Messegesellschaft bei der Stadt oder beim Betreiber der Messe an. Auch Agenturen und Vermittlungsbüros übernehmen nach vorheriger Prüfung der Räumlichkeiten und der Gastfreundschaft des Vermieters die Vermittlung von Messezimmern. Die Preise richten sich nach der Entfernung vom Messegelände und der Zimmerausstattung.